# Lophalia prolata
Lophalia prolata är en skalbaggsart som beskrevs av Chemsak och Linsley 1988. Lophalia prolata ingår i släktet Lophalia och familjen långhorningar. Inga underarter finns listade i Catalogue of Life.